# 科尔塞勒莱萨尔
科尔塞勒莱萨尔（法語：Corcelles-les-Arts，法語發音：[kɔʁsɛl le.z‿aʁ]）是法国科多尔省的一个市镇，位于该省南部，属于博讷区。

## 地理
科尔塞勒莱萨尔（46°57'9"N, 4°47'40"E）面积5.47 平方千米，位于法国勃艮第-弗朗什-孔泰大區科多尔省，该省份为法国中东部省份，北起奥布省，西接涅夫勒省和约讷省，南至索恩-卢瓦尔省，东南接汝拉省，东临上索恩省，东北部与上马恩省接壤。
与科尔塞勒莱萨尔接壤的市镇（或旧市镇、城区）包括：默尔索、皮利尼蒙拉谢、埃巴蒂、梅尔瑟伊、绍德奈、德米尼。

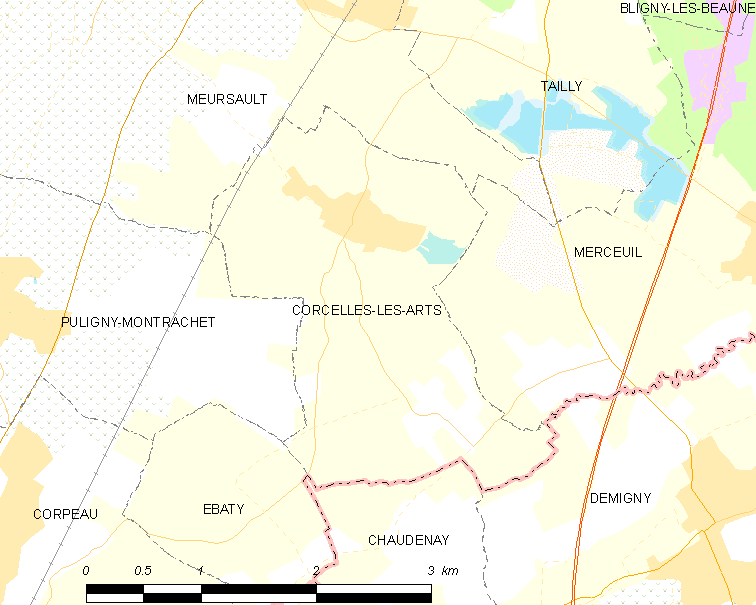
科尔塞勒莱萨尔的OSM定位图

科尔塞勒莱萨尔的时区为UTC+01:00、UTC+02:00（夏令时）。

## 行政
科尔塞勒莱萨尔的邮政编码为21190，INSEE市镇编码为21190。

## 政治
科尔塞勒莱萨尔所属的省级选区为拉杜瓦-塞里尼县。

## 人口

1962-2008年间科尔塞勒莱萨尔人口变化图示

科尔塞勒莱萨尔于2022年1月1日时的人口数量为435人。